# Elphos scolopaiea
Elphos scolopaiea là một loài bướm đêm trong họ Geometridae.